# Stuart Paul
Stuart Paul (1971) is een internationale amateur golfer uit Noord-Ierland. Hij is tevens importeur van Teitlist en Footjoy.

## Amateur
Stuart Paul is lid van de Tandragee Golf Club. Hij zat met Darren Clarke in het Ulster jeugd team, en met Padraig Harrington in het Brits-Ierse team. Hij had een scratch handicap. Hoewel hij onder meer het Noord-Ierse Amateur won door Graeme McDowell in de finale te verslaan, besloot hij amateur te blijven en regionaal manager van Teitlist en Footjoy te blijven voor Ulster en Isle of Man. Een jaar later won hij ook het West-Ierse Amateur. 

Hij was captain van het Noord-Ierse jeugdteam en uit die tijd kent hij Rory McIlroy. Toen al beloofde McIlroy dat hij hem zou uitnodigen als hij ooit de Masters mocht spelen. Toen McIlroy in 2011 het US Open won en zich dus voor de Masters kwalificeerde, nodigde hij Stuart Paul uit.

### Gewonnen
- 2001: Noord-Iers Kampioenschap op Portrush
- 2002: West-Iers Kampioenschap op Rosses Point
- 2005: Noord-Iers Kampioenschap (finalist) op Lurgan